# Eric Ugglas Teater
Eric Ugglas Teater är en byggnad i Villastaden i centrala Skövde. Den inrymmer idag Skövdescenen, som tillhör Göteborgsoperan.
Byggnaden uppfördes år 1875-77, som skola, efter ritningar av arkitekten Emil Viktor Langlet. Den inrymde fram till 1930 Skövde läroverk, varefter Skövde stadsbibliotek och en konsthall flyttade in. Detta i sin tur överflyttades till Skövde Kulturhus 1965. Därefter inryms en grundskola i byggnaden och senare den kommunala musikskolan. 1996 byggdes huset om invändigt och konverterades till teaterlokaler för Skaraborgs länsteater. Efter en omfattande ombyggnad invigdes Göteborgsoperans Skövdescen år 2002.
Namnet Eric Uggla anknyter till platsen, i sin tur namngiven efter en officer och kommunalpolitiker kring sekelskiftet 1900.